# 紅頸亞馬遜鸚鵡
紅頸亞馬遜鸚鵡，又名紅頸亞馬遜鸚哥或多明尼加鸚鵡，是多明尼加特有的一種鸚鵡。
紅頸亞馬遜鸚鵡是綠色的，身上散佈多種顏色。喉嚨上有紅色的羽毛。

## 外部連結
- BirdLife Species Factsheet （页面存档备份，存于）